# 제주종합경기장 실내수영장
제주종합경기장 실내수영장은 대한민국 제주특별자치도 제주시의 제주종합경기장에 있는 수영장이다. 1984년 5월에 준공되었다.